# Asemostera
Asemostera es un género de arañas araneomorfas de la familia Linyphiidae. Se encuentra en Centroamérica y Sudamérica.

## Lista de especies
Según The World Spider Catalog 12.0:
- Asemostera arcana (Millidge, 1991)
- Asemostera daedalus Miller, 2007
- Asemostera enkidu Miller, 2007
- Asemostera involuta (Millidge, 1991)
- Asemostera janetae Miller, 2007
- Asemostera latithorax (Keyserling, 1886)
- Asemostera pallida (Millidge, 1991)
- Asemostera tacuapi Rodrigues, 2007